# Gouvinhas
Gouvinhas ist eine Gemeinde (Freguesia) im portugiesischen Kreis Sabrosa. In ihr leben 220 Einwohner (Stand 19. April 2021).